# Stephan Beckenbauer
Stephan Beckenbauer noto anche con il nome Stefan (Monaco di Baviera, 1º dicembre 1968 – Monaco di Baviera, 31 luglio 2015) è stato un allenatore di calcio e calciatore tedesco, di ruolo difensore.

## Biografia
Figlio di Franz Beckenbauer, dopo una discreta carriera da calciatore (nella quale ha collezionato 12 presenze in Bundesliga con la maglia del Saarbrücken nella stagione 1992-1993, chiusa all'ultimo posto), si dedicò alla carriera da allenatore, guidando le giovanili del Bayern e crescendo giocatori come Bastian Schweinsteiger, Mats Hummels e Thomas Müller. È morto il 31 luglio 2015 all'età di 46 anni dopo una lunga malattia.